# Royal Sutton Coldfield
Royal Sutton Coldfield (pronunciaciónⓘ), habitualmente abreviado Sutton Coldfield o simplemente Sutton, es una ciudad real en el distrito de Birmingham, en las Midlands Occidentales de Inglaterra. Royal Sutton Coldfield se encuentra a unos 13 km del centro de Birmingham, al noreste de la ciudad, y cuenta con una población de 105.000 habitantes, según el censo de 2001, lo que la convierte en la 60.ª ciudad del Reino Unido por población. Forma parte de la conurbación de los Midlands Occidentales. 
La población tiene conexión histórica con la Familia Real Británica, como resultado de la que recibió el título de «ciudad real» cuando constituía un municipio independiente en Warwickshire. Cuando la Ley de Gobierno Local de 1972 entró en vigor en 1974, Royal Sutton Coldfield pasó a formar parte del distrito de Birmingham y con ello del condado de las Midlands Occidentales.